# Goonhilly Downs
Goonhilly Downs är en kulle i Storbritannien.   Den ligger i grevskapet Cornwall och riksdelen England, i den södra delen av landet, 400 km väster om huvudstaden London. Toppen på Goonhilly Downs är 98 meter över havet.
Terrängen runt Goonhilly Downs är huvudsakligen platt. Runt Goonhilly Downs är det ganska tätbefolkat, med 199 invånare per kvadratkilometer. Närmaste större samhälle är Helston, 7,6 km nordväst om Goonhilly Downs. Trakten runt Goonhilly Downs består i huvudsak av gräsmarker.